# Episodi di Mozart in the Jungle (prima stagione)
La prima stagione della web serie Mozart in the Jungle, composta da dieci episodi, è stata interamente resa disponibile negli Stati Uniti dal servizio di streaming di Amazon il 23 dicembre 2014.
In Italia è andata in onda in prima visione sul canale satellitare Sky Atlantic dal 14 luglio all'11 agosto 2015.
| n° | Titolo originale              | Titolo italiano        | Pubblicazione USA | Prima TV Italia |
| -- | ----------------------------- | ---------------------- | ----------------- | --------------- |
| 1  | Pilot                         | Mozart è tornato       | 6 febbraio 2014   | 14 luglio 2015  |
| 2  | Fifth Chair                   | Il quinto oboe         | 23 dicembre 2014  | 14 luglio 2015  |
| 3  | Silent Symphony               | Sinfonia del silenzio  | 23 dicembre 2014  | 21 luglio 2015  |
| 4  | You Have Insulted Tchaikovsky | Insultare Tchaikovsky  | 23 dicembre 2014  | 21 luglio 2015  |
| 5  | I'm with the Maestro          | Sono con il Maestro    | 23 dicembre 2014  | 28 luglio 2015  |
| 6  | The Rehearsal                 | Prove all'aperto       | 23 dicembre 2014  | 28 luglio 2015  |
| 7  | You Go to My Head             | A caccia d'ispirazione | 23 dicembre 2014  | 4 agosto 2015   |
| 8  | Mozart with the Bacon         | Un Mozart con il bacon | 23 dicembre 2014  | 4 agosto 2015   |
| 9  | Now, Fortissimo!              | Ora, Fortissimo!       | 23 dicembre 2014  | 11 agosto 2015  |
| 10 | Opening Night                 | La sera della prima    | 23 dicembre 2014  | 11 agosto 2015  |

## Mozart è tornato
- Titolo originale: Pilot
- Diretto da: Paul Weitz
- Scritto da: Roman Coppola, Jason Schwartzman e Alex Timbers

### Trama
Il maestro Thomas Pembridge tiene il suo ultimo concerto come direttore dell'Orchestra Filarmonica di New York, prima di passare il testimone al suo successore, il giovane Rodrigo De Souza. Intanto la oboista Hailey Rutledge cerca di sbarcare il lunario tra lezioni private ed ingaggi in musical sgangherati. Durante una di queste serate viene notata da Cynthia, violoncellista della Filarmonica di New York, con cui stringe subito amicizia. Pochi giorni dopo, Cynthia avverte Hailey che Rodrigo sta facendo delle audizioni per entrare a far parte dell'orchestra, e la convince a partecipare.
- Altri interpreti: Malcolm McDowell (Thomas Pembridge), Gael Garcìa Bernal (Rodrigo De Souza), Lola Kirke (Hailey Rutledge), Saffron Burrows (Cynthia)

## Il quinto oboe
- Titolo originale: Fifth Chair
- Diretto da: Paul Weitz
- Scritto da: Paul Weitz e John Strauss

### Trama
Rodrigo rimane colpito dal talento di Hailey e decide di prenderla nell'orchestra, anche se la sezione dei fiati è già al completo. Per fare questo stravolge il programma scegliendo come primo concerto della stagione l'ottava sinfonia di Mahler, che necessita di cinque oboe. Nonostante le ore di pratica, Hailey arriva al primo giorno di prove sotto pressione e, complice anche la cattiva accoglienza da parte degli altri membri dell'orchestra, finisce per fare una brutta figura. Rodrigo fa quindi marcia indietro, optando per un altro concerto e rimandando Hailey a casa.

## Sinfonia del silenzio
- Titolo originale: Silent Symphony
- Diretto da: Bart Freundlich
- Scritto da: Mark Steiner

### Trama
L'eccentricità di Rodrigo inizia a generare malumori, soprattutto da parte di Thomas, che patisce il fatto di non essere più sotto ai riflettori. Intanto Hailey cerca di superare l'occasione mancata passando del tempo con Alex, ballerino della Juillard, con cui improvvisa degli spettacoli di strada. Alex la convince a tornare alla filarmonica per riscuotere il pagamento delle poche ore di prove che le spettano. Di fronte alle prese in giro da parte dell'assistente di Rodrigo, Hailey perde la pazienza e sfoga tutta la sua frustrazione per il trattamento che le è stato riservato, per poi rendersi conto che Rodrigo fosse anche lì ad ascoltare. Il direttore ammette quindi di essere stato troppo frettoloso con lei, ma dal momento che apprezza la sua franchezza le propone un lavoro, anche se non in orchestra.
- Altri interpreti: Peter Vack (Alex)

## Insultare Tchaikovsky
- Titolo originale: You Have Insulted Tchaikovsky
- Diretto da: Daisy Von Sherler Mayer
- Scritto da: David I. Stern

### Trama
Gloria, presidente della Filarmonica, organizza una raccolta fondi, ma quando scopre che Rodrigo non ha intenzione di presentarsi va su tutte le furie. Tocca a Hailey, ora assistente di Rodrigo, andare a recuperarlo e portarlo in tempo all'evento. Al suo arrivo, Rodrigo stupisce tutti con un'esibizione a dir poco peculiare, che genera una pioggia di donazioni. Nel vedere questo, Thomas sfoga tutta la sua rabbia prendendosela con Rodrigo, accusandolo di essere una rovina a livello musicale, sebbene il vero motivo dietro alla sfuriata fosse ben altro. Il giorno seguente Thomas annuncia di voler prendere un anno sabbatico lontano da New York, e chiede scusa a Rodrigo, per poi lasciargli le chiavi del suo appartamento, ormai vuoto.
- Altri interpreti: Bernadette Peters (Gloria)

## Sono con il Maestro
- Titolo originale: I'm with the Maestro
- Diretto da: Tricia Brock
- Scritto da: Alex Timber e Nikki Schiefelbein

### Trama
Hailey è costretta a lasciare lo spettacolo di danza di Alex e della sua coinquilina a causa di una chiamata urgente da parte di Rodrigo. Lui la attende in coda davanti ad una sala concerti: l'artista che si esibisce è infatti sua moglie Anna Maria, violinista di musica sperimentale, con cui ha un rapporto burrascoso. Nonostante avesse chiamato Hailey proprio per impedirgli di andare a parlare con la donna, Rodrigo va ugualmente a trovare Anna Maria nel suo camerino, ma i due finiscono per litigare. Intanto Cynthia passa del tempo con Betty, la prima oboista dell'orchestra, e scopre dei lati della sua personalità che non conosceva.
- Altri interpreti: Nora Arnezeder (Anna Maria), Debra Monk (Betty)

## Prove all'aperto
- Titolo originale: The Rehearsal
- Diretto da: Bart Freundlich
- Scritto da: John Strauss e David I. Stern

### Trama
Rodrigo organizza le prove dell'orchestra in un cortile nel retro di un palazzo, ma proprio quando si rende conto di essere riuscito a tirare fuori il meglio dai suoi musicisti arriva la polizia, che ferma tutto per la violazione della proprietà privata. L'intervento di Gloria riesce a scongiurare l'arresto di Rodrigo e dell'orchestra. Nel frattempo Hailey convince Betty a darle lezioni di oboe.

## A caccia d'ispirazione
- Titolo originale: You Go to My Head
- Diretto da: Roman Coppola
- Scritto da: Adam Brooks e Kate Gersten

### Trama
Gloria, Hailey e Rodrigo vanno ad una nuova raccolta fondi tenuta a casa di una delle donatrici. Grazie all'amica Lizzie Hailey conosce un facoltoso ospite, Marlon Guggenheim, che rimane tanto affascinato dalla sua passione per la musica da chiederle di insegnargli a suonare l'oboe. Rodrigo invece, un po' disgustato dal giro di soldi che sta dietro alla Filarmonica, rimane stregato dall'esibizione di una bambina flautista e passa tutta la serata a cercarla. Sarà proprio la ragazzina a fargli tornare la fiducia che gli era venuta meno.
- Altri interpreti: Hannah Dunne (Lizzie), John Hodgman (Marlon Guggenheim)

## Un Mozart con il bacon
- Titolo originale: Mozart with the Bacon
- Diretto da: Adam Brooks
- Scritto da: Roman Coppola e Jason Schwarzman

### Trama
Rodrigo viene ipnotizzato per ripicca dal pianista Winslow dopo che questi era stato escluso dalla prima a causa dell'ennesimo cambio di programma del Maestro. Hailey inizia a prendere lezioni di oboe da Betty e a darne a sua volta a Marlon, ma scopre che quest'ultimo non è chi dice di essere. Cynthia parte alla volta di Cuba per cercare Thomas e convincerlo a tornare a New York.
- Altri interpreti: Wallace Shawn (Winslow)

## Ora, Fortissimo!
- Titolo originale: Now, Fortissimo!
- Diretto da: Daryl Wein
- Scritto da: Alex Timbers

### Trama
Rodrigo si decide che l'unica solista che possa fare la differenza per l'apertura della stagione sia Anna Maria, pertanto parte con Hailey alla ricerca della violinista. Dopo un'iniziale titubanza, Anna Maria accetta la proposta. Cynthia, oltre ad iniziare ad usare stupefacenti per lenire il dolore al polso, si ubriaca e finisce per andare a letto con Bob, flautista e sindacalista dell'orchestra. Lizzie riceve una somma cospicua in eredità e chiede consiglio agli amici per come impiegarla.
- Altri interpreti: Mark Blum (Bob)

## La sera della prima
- Titolo originale: Opening Night
- Diretto da: Paul Weitz
- Scritto da: John Strauss e Paul Weitz

### Trama
È giunta la sera della prima: si debutta con Sibelius, con Anna Maria come violino solista. Per colpa dell'autista, Betty non si presenta in tempo per il concerto e Hailey ha quindi la grande occasione di suonare nell'orchestra come secondo oboe. Dopo pochi secondi dall'inizio dell'esibizione Anna Maria manda a monte tutto, rifiutandosi di continuare a suonare ed infamando Rodrigo, l'orchestra ed il pubblico in sala. Rodrigo chiede scusa e si assume le proprie responsabilità davanti a tutti, per poi fare un passo indietro: si fa portare un violino e si esibisce con l'orchestra, lasciando il ruolo di solista al primo violino, Warren. La conduzione viene invece affidata a Thomas, tornato a New York per l'occasione, che salva la serata.
- Altri interpreti: Joel Bernstein (Warren)